# Rio São José (vattendrag i Brasilien, Espírito Santo)
Rio São José är ett vattendrag i Brasilien.   Det ligger i delstaten Espírito Santo, i den sydöstra delen av landet, 900 km öster om huvudstaden Brasília. Rio São José ligger vid sjön Lagoa Juparanã.
Omgivningarna runt Rio São José är en mosaik av jordbruksmark och naturlig växtlighet. Runt Rio São José är det ganska tätbefolkat, med 86 invånare per kvadratkilometer.